# Atletisme als Jocs Olímpics d'estiu de 1900 - salt de llargada aturat masculí
El salt de llargada aturat masculí va ser una de les proves d'atletisme que es va dur a terme als Jocs Olímpics de París de 1900. El salt de llargada aturat es va disputar el 16 de juliol de 1900 i hi prengueren part quatre atletes representants de dos països.

## Medallistes
| Or       | Plata         | Bronze            |
| Ray Ewry | Irving Baxter | Émile Torcheboeuf |

## Rècords
Aquests eren els rècords del món i olímpic que hi havia abans de la celebració dels Jocs Olímpics de 1900.
| Rècord del Món | ?          |
| Rècord Olímpic | inexistent |

Ray Ewry va establir el primer Rècord Olímpic d'aquesta prova amb 3,30 metres.

## Resultats
| Posició | Atleta            | Distància |
| ------- | ----------------- | --------- |
| Or      | Ray Ewry          | 3,21 m    |
| Plata   | Irving Baxter     | 3,135 m   |
| Bronze  | Émile Torcheboeuf | 3,03 m    |
| 4       | Lewis Sheldon     | 3,02 m    |

Ewry va guanyar les tres proves de salts aturats que es disputaren en aquestes Olimpíades i com en la resta de triomfs ho aconseguí sense excesives dificultats.